# Andrés Gioeni
Andrés Gioeni (Argentina, 1973) é um ex-sacerdote católico argentino.
Andrés contrariou a Igreja católica, ao solicitar ao Papa a abertura das leis papais que impedem que homossexuais possam ser religiosos.
Após abandonar a igreja, em marco de 2014, casou-se com o também argentino Luis Larocci.